# Acheuléen
Subdivisions
Tayacien
Objets typiques
Biface, Hachereau

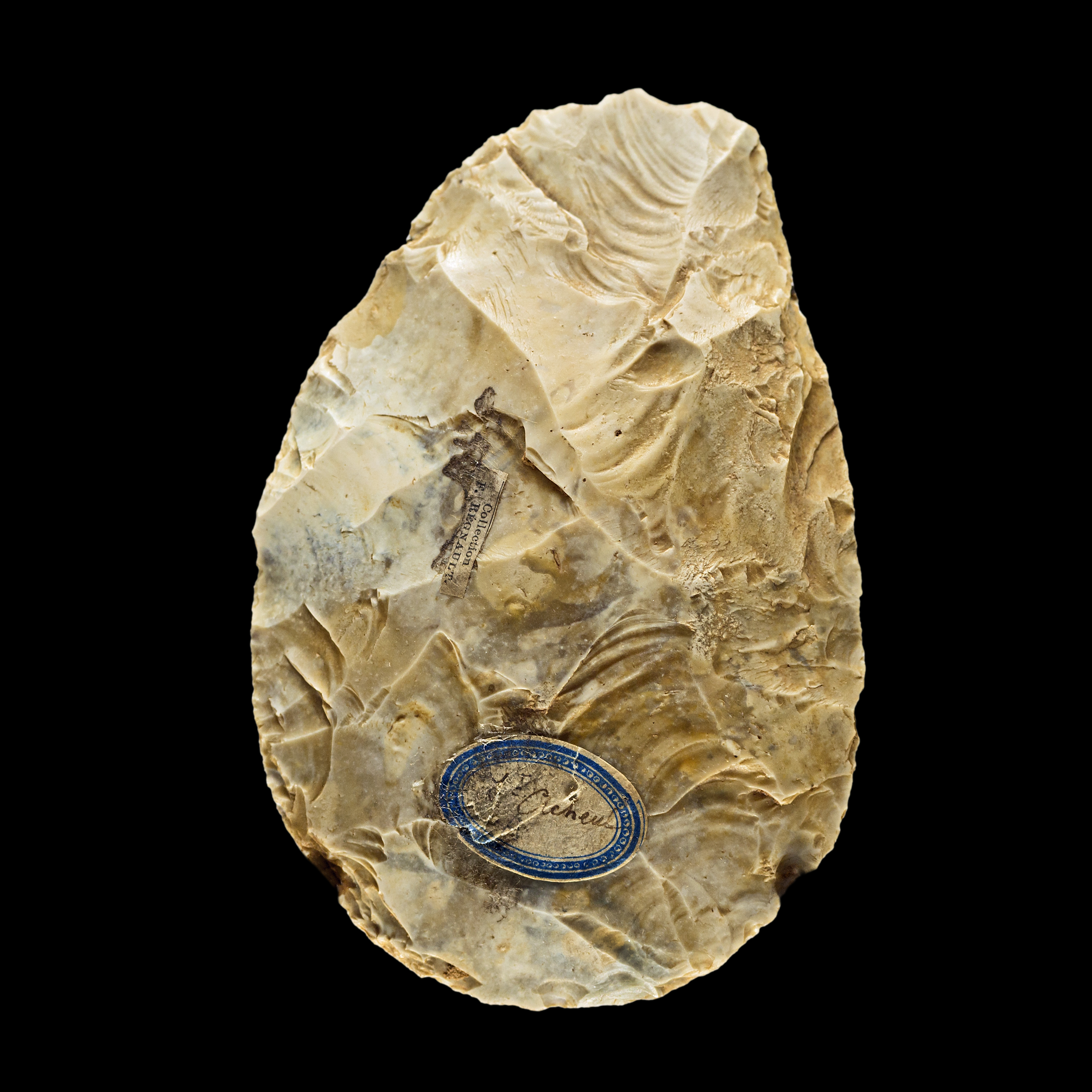
Biface de Saint-Acheul - collection Félix Régnault - Muséum de Toulouse

L’Acheuléen (prononcé [aʃøleɛ̃]) est une industrie lithique de mode 2 caractéristique du Paléolithique inférieur. Elle apparaît pour la première fois en Afrique de l'Est il y a 1,76 million d'années, et disparaît complètement du paysage archéologique il y a seulement 150 000 ans, tandis que les industries lithiques de mode 3 qui lui succèdent se développent en Afrique à partir de 500 000 ans avant le présent, et en Inde vers 385 000 ans AP environ.

## Historique
L’Acheuléen doit son nom au site de Saint-Acheul, quartier situé à l'est d’Amiens (France), sur les terrasses de la Somme, où une industrie ancienne à bifaces a été décrite pour la première fois par Gabriel de Mortillet en 1872.

## Origine
L’Acheuléen succède à l’Oldowayen en Afrique de l'Est, où il est documenté dès 1,76 million d’années avant le présent sur le site de Kokiselei 4, sur les rives du lac Turkana, au Kenya. Il est attesté dès 1,7 Ma avant le présent sur les sites d’Olduvai (Tanzanie), et ensuite sur tout le continent africain.
Les sites de cette époque sont extrêmement nombreux ; on peut notamment retenir les noms suivants : Olorgesailie, Kilombe et Isenya, (Kenya), Melka Kunture et Gadeb (Éthiopie), La Kamoa (République démocratique du Congo), Tighennif et Tabelbala-Tachenghit.

## Diffusion
L’Acheuléen atteint rapidement le Moyen-Orient, et l’Inde, et plus tardivement l’Europe. On le trouve au Moyen-Orient (à Ubeidiya) il y a 1,4 Ma, et en Inde dès 1,5 Ma avant le présent. 
En Europe, l’Acheuléen succède à l'Oldowayen à partir de 760 000 ans avant le présent. Toutefois, des bifaces ont peut-être été fabriqués il y a environ 850 000 ans en Espagne. Des manifestations rares indiquent l'émergence de telles technologies il y a plus de 700 000 ans dans le bassin méditerranéen (par exemple, à Barranc de la Boella, Tarragone, Espagne). Au cours des années 2010, des travaux de terrain ont montré qu'une production élaborée de bifaces est apparue soudainement il y a environ 700 000 ans dans le nord-ouest de l'Europe. Malgré ces nouvelles informations, le moment et les caractéristiques des premières preuves de groupes acheuléens en Europe occidentale sont encore mal connus.
Notarchirico, dans le Sud de l'Italie a fourni les premières preuves de la colonisation acheuléenne en Italie. Les découvertes indiquent de manière précise des occupations entre 695 et 670 ka, parallèlement aux sites du Moulin Quignon et de la Noira à Brinay (France).

## Vers le Moustérien
Le passage de l'Acheuléen aux industries lithiques de mode 3 (Moustérien) est plus ou moins progressif : disparition des bifaces, généralisation du débitage laminaire, puis du débitage Levallois, développement et standardisation de l'outillage sur éclat, etc. Les industries du début du Paléolithique moyen comportant encore des bifaces aux côtés d'outils sur éclat sont parfois attribuées à l'Acheuléen supérieur.

## Caractéristiques techniques
Les outils caractéristiques de l’Acheuléen sont les bifaces et les hachereaux : 
- Les bifaces sont de grands outils façonnés, sculptés progressivement sur leurs deux faces pour rendre aigus les bords proches de leur pointe.
- Les hachereaux sont des outils réalisés sur de grands éclats retouchés en préservant un tranchant brut très aigu à une extrémité.

Leur réalisation est considérée par de nombreux auteurs comme un trait culturel fort de l'Acheuléen. L'étude de leur répartition permet de suivre la diffusion de l'Acheuléen depuis l'Afrique jusqu'à l'Eurasie.
Ces outils sont parfois associés à des bolas et souvent à de petits outils retouchés sur éclats, qui se généralisent ensuite au Paléolithique moyen.

## Les acteurs de l'Acheuléen
L'apparition et la diffusion de l'Acheuléen en Afrique sont généralement attribuées à Homo ergaster. Au Moyen-Orient et en Inde, les fossiles de cette période sont encore trop peu nombreux pour pouvoir relier industries lithiques et espèces humaines. 
L'Homo heidelbergensis (défini à partir de la mandibule de Mauer) est considéré comme à l'origine de changements comportementaux importants, comme le début de la production de biface (mode technologique 2, culture acheuléenne). Ces premiers groupes acheuléens d'Homo heidelbergensis sont arrivés en Europe il y a environ 1,0–0,7 Ma, et ont été exposés à des conditions environnementales difficiles, qui peuvent avoir stimulé de nouvelles réponses culturelles. Au cours de cette période, appelée révolution du Pléistocène moyen, l'Europe du Nord était caractérisée par des conditions climatiques contraignantes, en particulier pendant les stades glaciaires (1,25–0,7 Ma).
Ces nouvelles données démontrent une expansion très rapide des traditions communes en Europe occidentale pendant une période de conditions climatiques très variables, y compris des épisodes interglaciaires et glaciaires, entre 670 et 650 ka. La diversité des outils et des activités observées dans les différents sites montre que l'Europe occidentale était peuplée d'hominidés adaptables pendant cette période.